# Leonard Thielmann
Leonard Thielmann (* 4. April 1993) ist ein deutscher Grasskiläufer. Er nimmt seit 2008 an FIS-Rennen und Juniorenweltmeisterschaften teil und startet seit 2010 im Weltcup.

## Karriere
Thielmann nimmt seit 2003 an Rennen des Deutschlandpokals teil. Sein bisher bestes Gesamtergebnis ist ein sechster Platz im Jahr 2011. 2009 und 2011 wurde er jeweils Dritter in der Jugendklasse. Nach Erreichen des Alterslimits nahm Thielmann im Mai/Juni 2008 erstmals an FIS-Rennen teil. Zwei Monate später startete er bei der Juniorenweltmeisterschaft 2008 in Rieden, wo er jedoch nur als 20. des Super-G ins Ziel kam und in den anderen Rennen ausfiel bzw. disqualifiziert wurde. Nach weiteren Starts bei FIS-Rennen nahm er auch an der Juniorenweltmeisterschaft 2009 in Horní Lhota u Ostravy teil, bei der er sich mit Rang 15 im Super-G und Rang 18 in der Super-Kombination zweimal im Mittelfeld platzierte, während er in Slalom und Riesenslalom erneut nicht in die Wertung kam.
Im Jahr 2010 nahm Thielmann nicht an der im Iran ausgetragenen Juniorenweltmeisterschaft teil, dafür startete er neben FIS-Rennen erstmals in zwei Weltcuprennen. Am Atzmännig bei Goldingen blieb er jedoch ohne Weltcuppunkte, da er sowohl im Riesenslalom als auch in der Super-Kombination ausschied. Auch bei seinen nächsten beiden Weltcupstarts in der Saison 2011 blieb er nach Ausfall und Disqualifikation ohne Punkte. Im Jahr 2011 nahm Thielmann auch wieder an der am Atzmännig ausgetragenen Juniorenweltmeisterschaft teil, bei der er nach Ausfällen in Slalom und Riesenslalom nur im Super-G als 15. ein Ergebnis vorweisen konnte. Er nahm auch an einem Rennen der zeitgleich ausgetragenen Weltmeisterschaft in der Allgemeinen Klasse teil, schied in diesem Slalom aber im ersten Durchgang aus.
Erneut an zwei Weltcuprennen nahm Thielmann in der Saison 2012 teil. Beim Riesenslalom von Předklášteří erlitt er wieder einen Ausfall, ehe er am nächsten Tag mit dem 21. Platz im Slalom sein erstes zählbares Ergebnis im Weltcup erreichte. Da sein Rückstand auf die Siegerzeit aber zu groß war, blieb er auch in diesem Rennen ohne Weltcuppunkte. Bei der Juniorenweltmeisterschaft 2012 in Burbach gelangen Thielmann erstmals vordere Platzierungen: Er wurde Fünfter im Super-G (zeitgleich mit dem Tschechen Šimon Vojta) und Zehnter im Riesenslalom. In der Super-Kombination schied er aus und im Slalom wurde er nach einem Torfehler disqualifiziert.

## Erfolge

### Juniorenweltmeisterschaften
- Rieden 2008: 20. Super-G
- Horní Lhota u Ostravy 2009: 15. Super-G, 18. Super-Kombination
- Goldingen 2011: 15. Super-G
- Burbach 2012: 5. Super-G, 10. Riesenslalom

### Weltcup
- 1 Platzierung unter den besten 25